# Monte Castelo (ort)
Monte Castelo är en ort i Brasilien.   Den ligger i kommunen Monte Castelo och delstaten São Paulo, i den södra delen av landet, 700 km sydväst om huvudstaden Brasília. Monte Castelo ligger 326 meter över havet och antalet invånare är 4 063.
Terrängen runt Monte Castelo är platt. Närmaste större samhälle är Tupi Paulista, 9,1 km söder om Monte Castelo.
Trakten runt Monte Castelo består i huvudsak av gräsmarker. Runt Monte Castelo är det ganska tätbefolkat, med 56 invånare per kvadratkilometer.